# Garelli 125 GP
La Garelli 125 GP è una motocicletta da competizione della casa Garelli, che ha partecipato alle competizioni del motomondiale Classe 125 dal 1982 fino al 1987.

## Descrizione

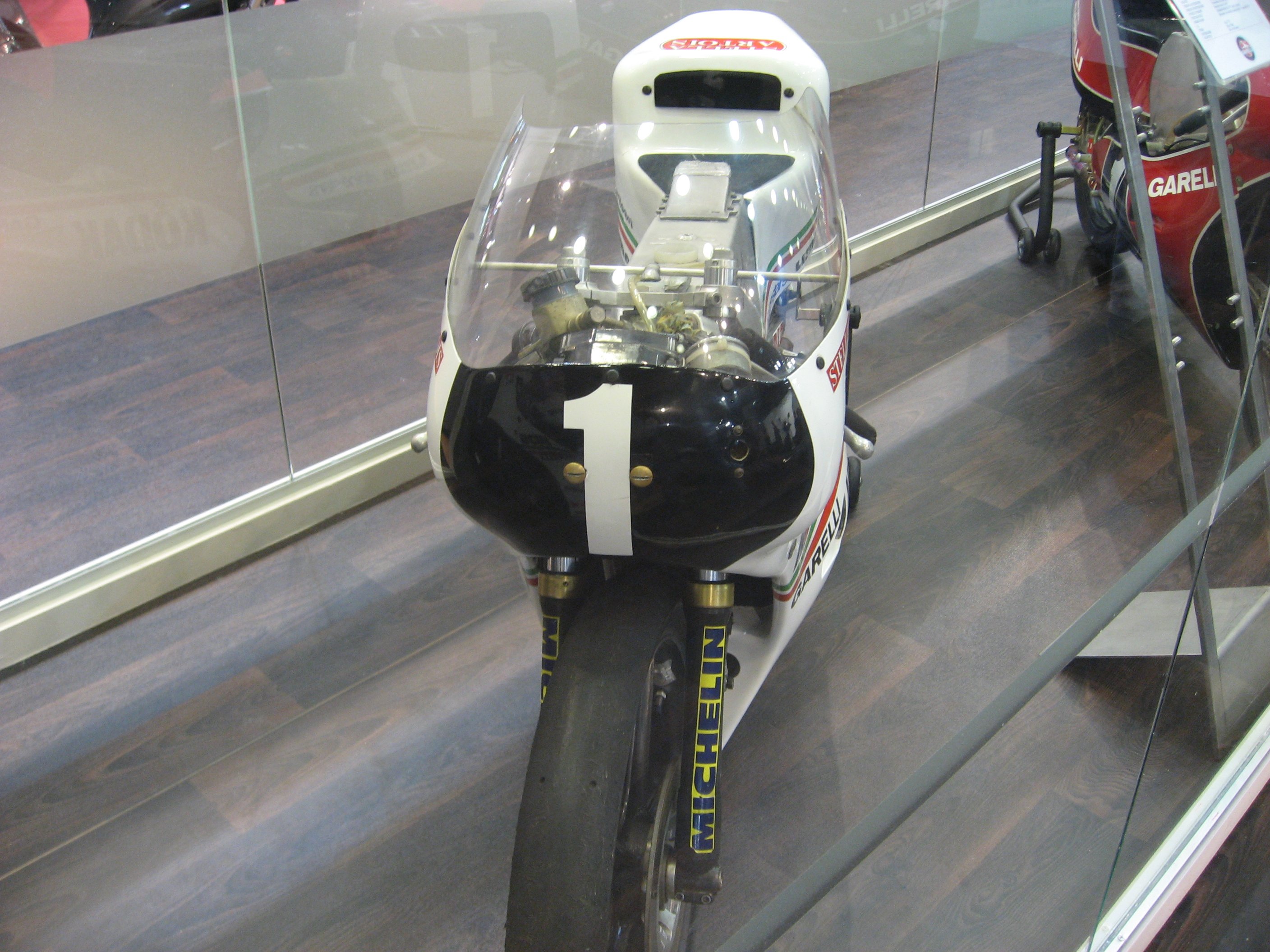
Garelli 125 GP del 1986 di Fausto Gresini

La moto era in pratica la Minarelli 125 bicampione del mondo di categoria nel 1979 e nel 1981 con Ángel Nieto (uniche modifiche la colorazione, un sistema anti-dive meccanico su entrambe le ruote e freni a disco di minor diametro): in seguito alla morte di Vittorio Minarelli, fondatore dell'azienda bolognese, si decise di cedere alla Garelli (con cui la Minarelli aveva intavolato un accordo per la fornitura di motori per una ottavo di litro stradale) tutto il Reparto Corse, trasferito da Bologna a Sesto San Giovanni.
La nuova Garelli da GP esordì in occasione del GP d'Argentina 1982, prima gara stagionale, vincendo con Nieto. A fine stagione lo spagnolo fu nuovamente Campione del Mondo, mentre il suo compagno di scuderia Eugenio Lazzarini fu secondo. La moto rimase invariata anche nelle stagioni 1983 e 1984, permettendo a Nieto di vincere altri due titoli mondiali. In occasione del GP d'Austria 1983 fecero il loro debutto una serie di aggiornamenti aerodinamici studiati nella galleria del vento del centro esperienze FIAT di Orbassano.
Per la stagione '85 la moto subì alcune modifiche: il telaio monoscocca fu realizzato in alluminio anziché in acciaio, cambiò l'inclinazione del cannotto di sterzo (da 27,5° a 26°, migliorando la maneggevolezza), fu montato un ammortizzatore di sterzo e cambiò il fornitore delle sospensioni (fino al 1984 Marzocchi, in seguito Forcella Italia all'anteriore e White Power per i due ammortizzatori posteriori). Altro mutamento fondamentale fu, sempre nel 1985, il cambiamento nella gestione del team, ora nelle mani della FMI (il Team Italia che aveva Lazzarini come direttore sportivo e Fausto Gresini e Ezio Gianola come piloti): le moto ora si riconoscevano per la nuova livrea bianca con striscia tricolore verde-bianco-rossa (anziché rosso-nera come dal 1982). Sotto la nuova gestione continuò la serie di vittorie Garelli, con tre titoli iridati sino al 1987 (due titoli per Gresini e uno per Luca Cadalora).
Con il cambio dei regolamenti a fine '87, la Garelli presentò una monocilindrica (con motore derivato da uno dei cilindri della Garelli 250 GP nata nel 1985) per la stagione 1988. La nuova moto non riuscì però a dimostrarsi competitiva come la sua antenata, terminando la carriera a metà stagione 1990 a causa sia degli scarsi risultati sia della crisi finanziaria della Casa lombarda.
Dal 1982 al 1987 questo modello portò alla casa costruttrice 4 titoli costruttori e contribuì alla conquista di 6 titoli piloti da parte di Ángel Nieto (3) Fausto Gresini (2) e Luca Cadalora. A livello italiano la moto vinse tre titoli piloti di categoria (1985, 1986 e 1988) e un titolo costruttori (1985); vinse inoltre anche il campionato Europeo del 1988.
In totale le partecipazioni ai Gran Premi furono 75 con 44 vittorie.

## Fonti e bibliografia
- Gualtiero Repossi, Nuova identità, Motociclismo d'Epoca agosto/settembre 2010, pagg. 66-87